# Lars Karlsson (ishockeyspelare född 1966)
Lars Karlsson, född 18 augusti 1966, är en svensk före detta ishockeyspelare. Svensk elitspelare i Färjestad och AIK.
Han spelade 24 landskamper med Sveriges herrlandslag i ishockey och deltog i VM i ishockey 1992 där Sverige blev världsmästare.

## Meriter
- SM-guld 1986, 1988
- VM-guld 1992

## Klubbar
- Färjestads BK 1984-1993 Elitserien